# Генрі Норріс Расселл
Генрі Норріс Расселл (англ. Henry Norris Russell; 25 жовтня 1877 — 18 лютого 1957) — американський астроном, член Національної АН США (1911).

## Життєпис
Народився в Ойстер-Бей (штат Нью-Йорк). 1897 року закінчив Принстонський університет, продовжував освіту в Принстонському й Кембриджському (Англія) університетах. У 1905—1947 працював у Принстонському університеті (з 1911 — професор, з 1912 — директор обсерваторії). У 1922—1942 також був співробітником обсерваторії Маунт-Вілсон, у 1947—1952 — співробітник Гарвардської обсерваторії.
Плідно працював у багатьох галузях астрофізики. 1910 року незалежно від Ейнара Герцшпрунга дійшов до висновку, що відмінності у світності і власному русі зір корелюють з їхнім спектральним класом. 1913 року побудував діаграму залежності між абсолютною зоряною величиною та спектральним класом для всіх зір із відомими паралаксами (до Расселла аналогічна діаграма була побудована Герцшпрунгом для зір у скупченнях Плеяди і Гіади. пізніше вона отримала назву діаграми Герцшпрунга—Расселла). У 1913—1914 на підставі діаграми спектр — світність сформулював свою концепцію зоряної еволюції, згідно з якою основним джерелом енергії зорі є її гравітаційне стиснення; загальний хід еволюції визначався безперервним збільшенням щільності зор і виходив таким же, як в гіпотезі Дж. Н.Лок'єра, — від червоних гігантів по відгалуженню гігантів до зір класів A і B (розігрів) і потім униз по гілці карликів через зорі типу Сонця до червоних карликів (охолодження). У середині 1920-х років переглянув ці уявлення про еволюцію зір, припустивши існування також інших джерел енергії (сучасна теорія еволюції зір почала розроблятися лише після відкриття ядерних джерел енергії).
Одним з перших широко використовував в астрофізиці теорію Саха іонізації атомів у зоряних атмосферах. 1929 року виконав перше, ще напівкількісне, визначення вмісту хімічних елементів в атмосфері Сонця і виявив, що вміст водню набагато перевершує вміст всіх інших елементів. Спільно з В. С. Адамсом отримав перші надійні оцінки вмісту хімічних елементів у Всесвіті. 1933 року виконав ретельне теоретичне дослідження фраунгоферових ліній з урахуванням зміни коефіцієнта поглинання з довжиною хвилі, склав докладні таблиці іонізації і збудження. 1934 року вперше детально розглянув діссоціатівну рівновагу хімічних сполук в атмосферах холодних зір і якісно пояснив деякі особливості їхніх спектрів. 1912 року створив загальну теорію затемнених змінних зір, котра дозволила обчислювати елементи орбіти і параметри цих подвійних систем. 1928 року розвинув свою теорію обертання лінії апсид у затемнених зір.
Відомий своєю педагогічною та популяризаторської діяльністю. Написав (спільно з Р.Дугеном і Д.Стюартом) підручник з астрономії, що набув поширення.
Член багатьох академій наук і наукових товариств, президент Американського філософського товариства (1931—1932), президент Американської асоціації сприяння розвитку науки (1933), президент Американського астрономічного товариства (1934—1937).
Золота медаль Лондонського королівського астрономічного товариства (1921), медаль Генрі Дрейпера Національної АН США (1922), премія Ж.Ж.Ф.Лаланда (1922) та медаль П. Ж. С. Жансена (1936) Паризької АН, медаль Кетрін Брюс Тихоокеанського астрономічного товариства (1925), премія Румфорда Американської академії мистецтв і наук (1925), медаль Б.Франкліна (1934).

## Виноски
1. 1 2  Bibliothèque nationale de France BNF: платформа відкритих даних — 2011.
2. 1 2  SNAC — 2010.
3. ↑  Find a Grave — 1996.
4. 1 2 3 4  NNDB — 2002.
5. ↑  Lutz D. Schmadel. Dictionary of Minor Planet Names. — 5-th Edition. — Berlin, Heidelberg : Springer-Verlag, 2003. — 992 (XVI) с. — ISBN 3-540-00238-3.